# Bulbophyllum ochraceum
Bulbophyllum ochraceum es una especie de orquídea epifita  originaria de  	 Brasil. 

## Taxonomía
Bulbophyllum ochraceum fue descrita por (Barb.Rodr.) Cogn. y publicado en Flora Brasiliensis 3(5): 610. 1902.
Etimología
Bulbophyllum: nombre genérico que se refiere a la forma de las hojas que es bulbosa.
ochraceum: epíteto latino que significa "ocre, amarillo pálido".
Sinonimia
- Didactyle ochracea Barb.Rodr.[3][4]